# 1441 Bolyai
1441 Bolyai је астероид главног астероидног појаса. Приближан пречник астероида је 14,76 ,
а средња удаљеност астероида од Сунца износи 2,631 астрономских јединица (АЈ).
Инклинација (нагиб) орбите у односу на раван еклиптике је 13,907 степени, а орбитални период износи 1559,253 дана (4,269 године). Ексцентрицитет орбите астероида износи 0,238.
Апсолутна магнитуда астероида износи 13,10 а геометријски албедо 0,046.
Астероид је откривен 26. новембра 1937. године.